# Myrosmodes
Myrosmodes é um género botânico pertencente à família das orquídeas (Orchidaceae).

## Espécies
1. Myrosmodes breve (Schltr.) Garay, Opera Bot., B 9(225: 1): 168 (1978)
2. Myrosmodes chiogena (Schltr.) C.A.Vargas, Lindleyana 10: 6 (1995)
3. Myrosmodes cochleare Garay, Opera Bot., B 9(225: 1): 169 (1978)
4. Myrosmodes filamentosum (Mansf.) Garay, Opera Bot., B 9(225: 1): 169 (1978)
5. Myrosmodes gymnandra (Rchb.f.) C.A.Vargas, Lankesteriana 11(1): 5 (2011)
6. Myrosmodes inaequalis (Rchb.f.) C.A.Vargas, Lankesteriana 11: 5 (2011)
7. Myrosmodes nubigenum Rchb.f., Xenia Orchid. 1: 19 (1854)
8. Myrosmodes paludosa (Rchb.f.) P.Ortiz, Orquídeas Colombia: 286 (1995)
9. Myrosmodes rhynchocarpum (Schltr.) Garay, Opera Bot., B 9(225: 1): 171 (1978)
10. Myrosmodes rostratum (Rchb.f.) Garay, Opera Bot., B, 9(225: 1): 172 (1978)
11. Myrosmodes ustulatum (Schltr.) Garay, Opera Bot., B 9(225: 1): 172 (1978)
12. Myrosmodes weberbaueri (Schltr.) C.A.Vargas, Lindleyana 10: 6 (1995)